# Småtjärnarna (Bräcke socken, Jämtland)
Småtjärnarna är en sjö i Bräcke kommun i Jämtland och ingår i Ljungans huvudavrinningsområde.